# Gondrin
Ne doit pas être confondu avec Goundrin.
Gondrin est une commune française située dans le département du Gers, en région Occitanie. Sur le plan historique et culturel, la commune est dans le Bas-Armagnac, ou Armagnac noir, un pays s'inscrivant entre les vallées de l'Auzoue, la Gélise, la Douze et du Midou.
Exposée à un climat océanique altéré, elle est drainée par l'Osse, l'Auzoue, le ruisseau du Gressillon et par divers autres petits cours d'eau. La commune possède un patrimoine naturel remarquable composé d'une zone naturelle d'intérêt écologique, faunistique et floristique.
Gondrin est une commune rurale qui compte 1 179 habitants en 2022.  Ses habitants sont appelés les Gondrinois ou  Gondrinoises.

## Géographie

### Localisation
Gondrin est une commune située en Armagnac, dans l'ouest du Gers et à l'est d'Eauze et la route départementale 931.

### Communes limitrophes
Les communes limitrophes sont  Courrensan, Lagardère, Lagraulet-du-Gers, Lauraët, Mansencôme, Mouchan, Roques et Valence-sur-Baïse.
|                   | Lauraët | Mouchan                                 |
| Lagraulet-du-Gers | Gondrin | Mansencôme                              |
| Courrensan        | Roques  | Valence-sur-Baïse, Lagardère (sur 50 m) |

### Géologie et relief
Gondrin se situe en zone de sismicité 1 (sismicité très faible).

### Hydrographie

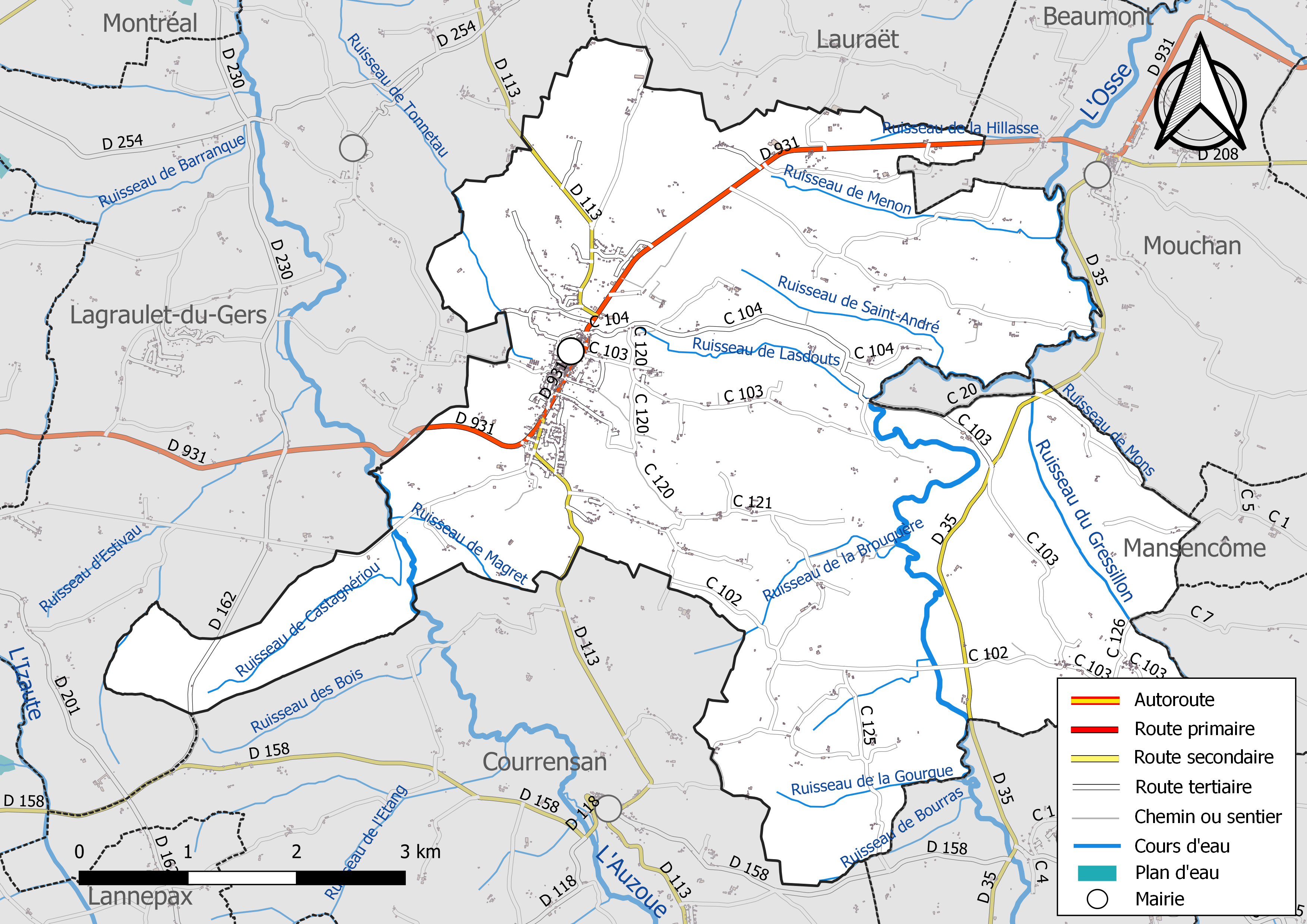
Réseaux hydrographique et routier de Gondrin.

La commune est dans le bassin de la Garonne, au sein du bassin hydrographique Adour-Garonne. Elle est drainée par l'Osse, l'Auzoue, le ruisseau du Gressillon, le ruisseau de Bourras, le ruisseau de Castagnériou, le ruisseau de la Brouquère, le ruisseau de la Gourgue, le ruisseau de la Hillasse, le ruisseau de Lasdouts, le ruisseau de Magret, le ruisseau de Menon, le ruisseau de Mons, le ruisseau de Saint-André, le ruisseau de Tonnetau et par deux petits cours d'eau, qui constituent un réseau hydrographique de 32 km de longueur totale,.
L'Osse, d'une longueur totale de 120,3 km, prend sa source dans la commune de Bernadets-Debat et s'écoule vers le nord. Il traverse la commune et se jette dans la Gélise à Andiran, après avoir traversé 36 communes.
L'Auzoue, d'une longueur totale de 74,3 km, prend sa source dans la commune de Mascaras et s'écoule vers le nord. Il traverse la commune et se jette dans la Gélise à Réaup-Lisse, après avoir traversé 19 communes.

### Climat
Pour des articles plus généraux, voir Climat de l'Occitanie et Climat du Gers.
En 2010, le climat de la commune est de type climat du Bassin du Sud-Ouest, selon une étude s'appuyant sur une série de données couvrant la période 1971-2000. En 2020, Météo-France publie une typologie des climats de la France métropolitaine dans laquelle la commune est exposée à un climat océanique altéré et est dans la région climatique Aquitaine, Gascogne, caractérisée par une pluviométrie abondante au printemps, modérée en automne, un faible ensoleillement au printemps, un été chaud (19,5 °C), des vents faibles, des brouillards fréquents en automne et en hiver et des orages fréquents en été (15 à 20 jours).
Pour la période 1971-2000, la température annuelle moyenne est de 13,4 °C, avec une amplitude thermique annuelle de 15,2 °C. Le cumul annuel moyen de précipitations est de 824 mm, avec 10,7 jours de précipitations en janvier et 6,4 jours en juillet. Pour la période 1991-2020, la température moyenne annuelle observée sur la station météorologique la plus proche, située sur la commune de Beaucaire à 13 km à vol d'oiseau, est de 13,8 °C et le cumul annuel moyen de précipitations est de 775,9 mm,. Pour l'avenir, les paramètres climatiques de la commune estimés pour 2050 selon différents scénarios d'émission de gaz à effet de serre sont consultables sur un site dédié publié par Météo-France en novembre 2022.

### Milieux naturels et biodiversité

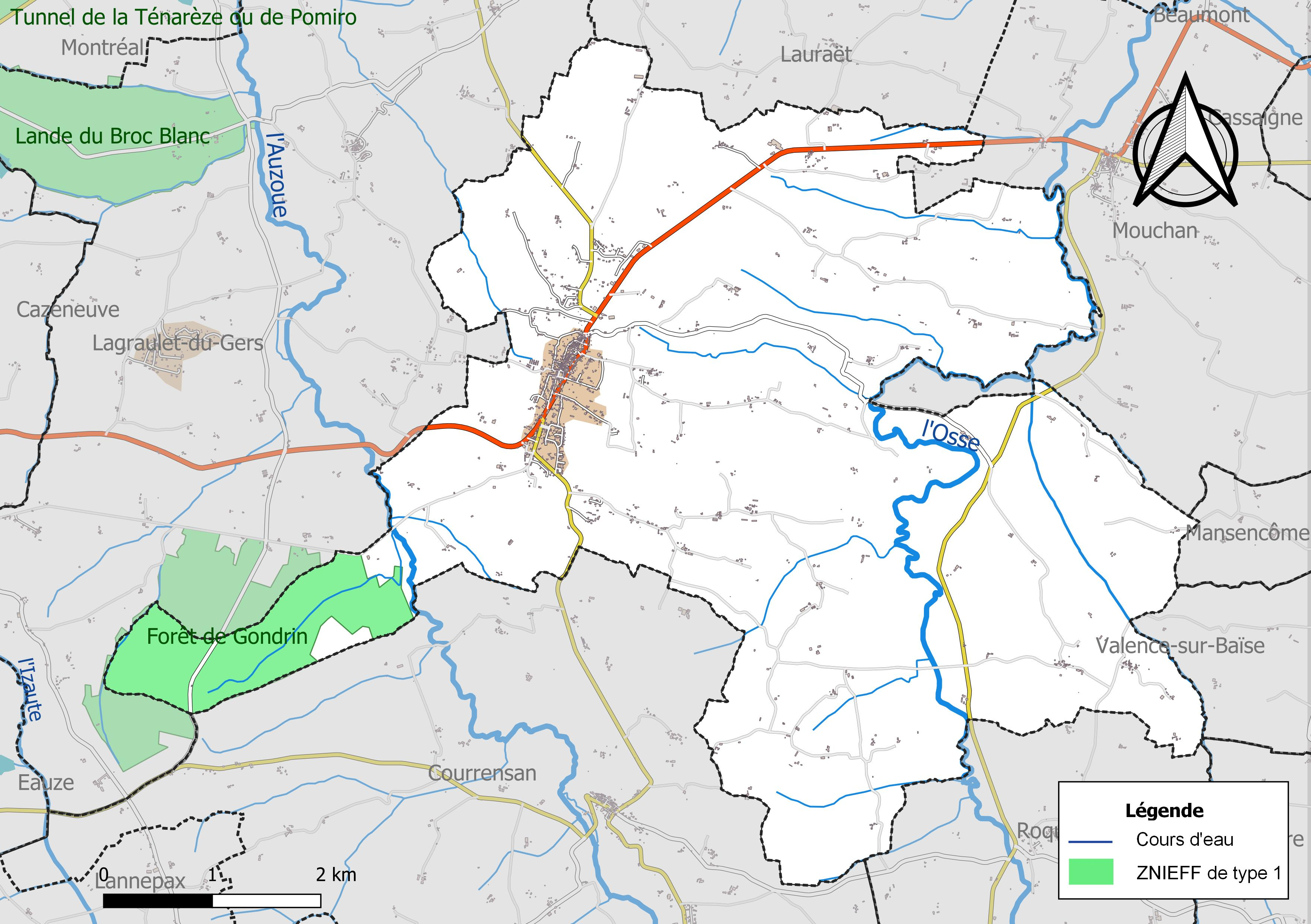
Carte de la ZNIEFF de type 1 localisée sur la commune.

L’inventaire des zones naturelles d'intérêt écologique, faunistique et floristique (ZNIEFF) a pour objectif de réaliser une couverture des zones les plus intéressantes sur le plan écologique, essentiellement dans la perspective d’améliorer la connaissance du patrimoine naturel national et de fournir aux différents décideurs un outil d’aide à la prise en compte de l’environnement dans l’aménagement du territoire. 
Une ZNIEFF de type 1 est recensée sur la commune :
la « forêt de Gondrin » (315 ha), couvrant 3 communes du département.

## Urbanisme

### Typologie
Au 1er janvier 2024, Gondrin est catégorisée commune rurale à habitat dispersé, selon la nouvelle grille communale de densité à sept niveaux définie par l'Insee en 2022.
Elle est située hors unité urbaine et hors attraction des villes,.

### Occupation des sols
L'occupation des sols de la commune, telle qu'elle ressort de la base de données européenne d’occupation biophysique des sols Corine Land Cover (CLC), est marquée par l'importance des territoires agricoles (92,9 % en 2018), une proportion sensiblement équivalente à celle de 1990 (92,8 %). La répartition détaillée en 2018 est la suivante : 
cultures permanentes (46,3 %), terres arables (30,1 %), zones agricoles hétérogènes (16,5 %), forêts (5,3 %), zones urbanisées (1,8 %). L'évolution de l’occupation des sols de la commune et de ses infrastructures peut être observée sur les différentes représentations cartographiques du territoire : la carte de Cassini (XVIIIe siècle), la carte d'état-major (1820-1866) et les cartes ou photos aériennes de l'IGN pour la période actuelle (1950 à aujourd'hui).

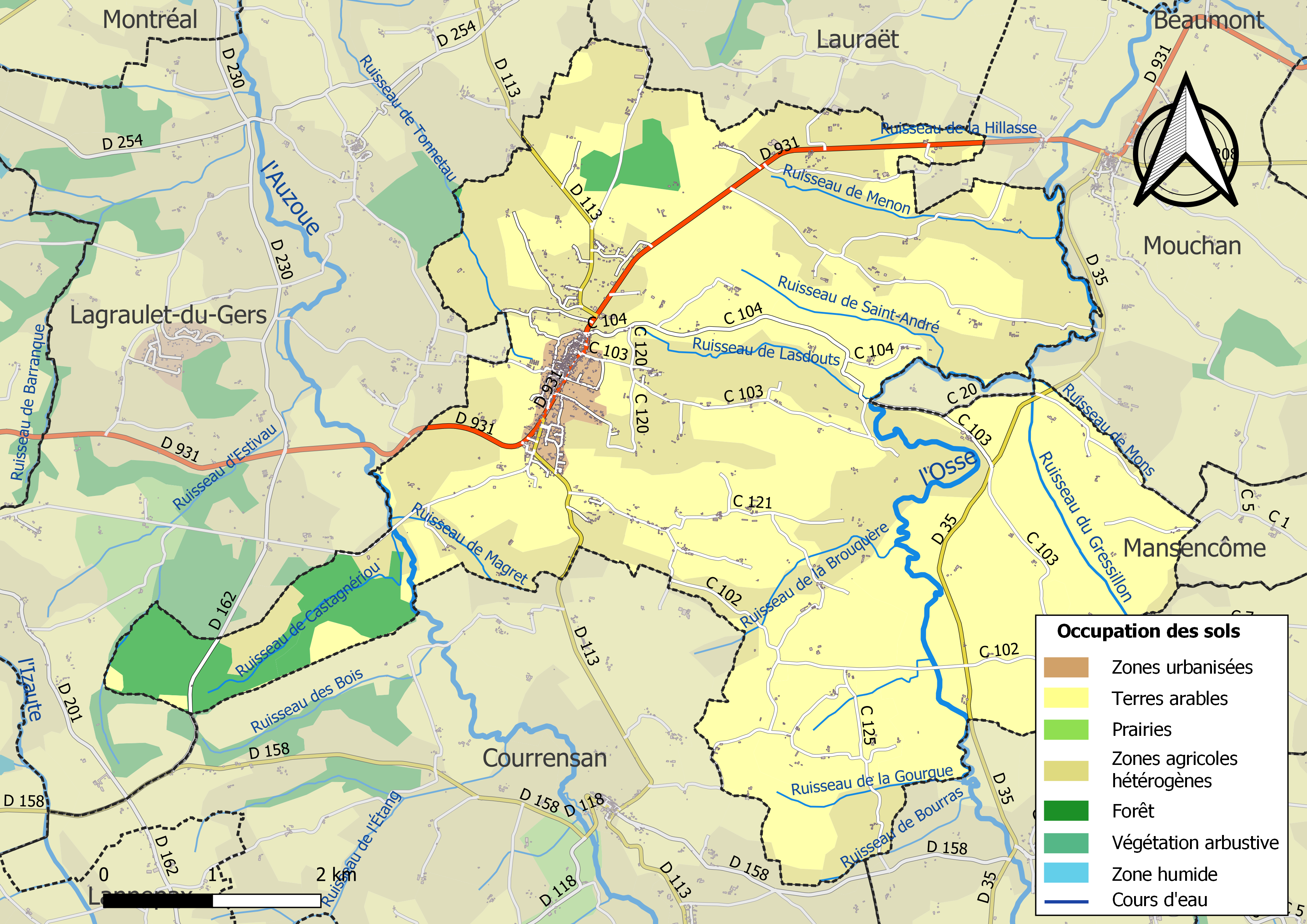
Carte des infrastructures et de l'occupation des sols de la commune en 2018 (CLC).

### Voies de communication et transports
La ligne 952 du réseau liO relie la commune à Condom depuis Cazaubon.

### Risques majeurs
Le territoire de la commune de Gondrin est vulnérable à différents aléas naturels : météorologiques (tempête, orage, neige, grand froid, canicule ou sécheresse) et séisme (sismicité très faible). Un site publié par le BRGM permet d'évaluer simplement et rapidement les risques d'un bien localisé soit par son adresse soit par le numéro de sa parcelle.

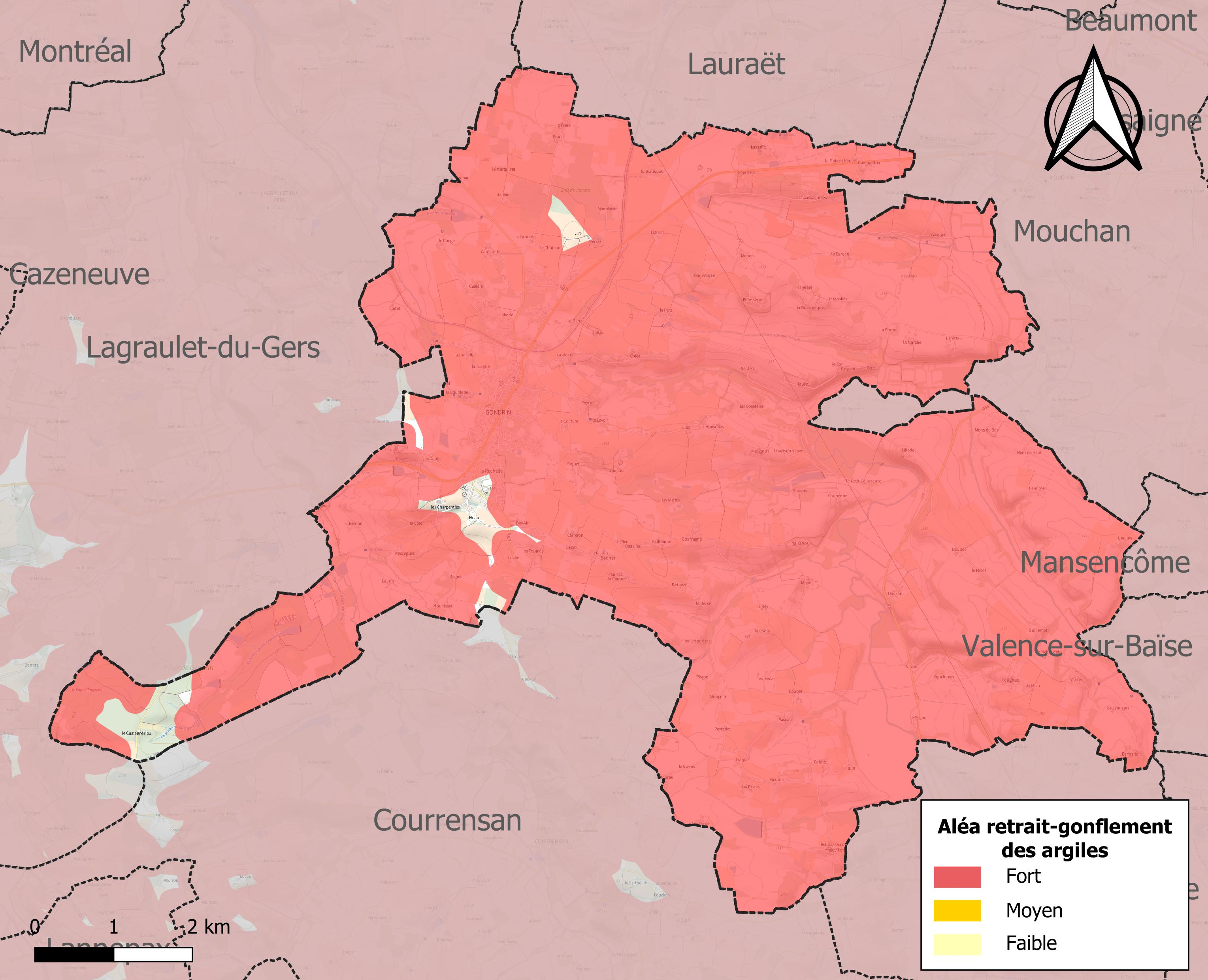
Carte des zones d'aléa retrait-gonflement des sols argileux de Gondrin.

Le retrait-gonflement des sols argileux est susceptible d'engendrer des dommages importants aux bâtiments en cas d’alternance de périodes de sécheresse et de pluie. 97,9 % de la superficie communale est en aléa moyen ou fort (94,5 % au niveau départemental et 48,5 % au niveau national). Sur les 722 bâtiments dénombrés sur la commune en 2019, 703 sont en aléa moyen ou fort, soit 97 %, à comparer aux 93 % au niveau départemental et 54 % au niveau national. Une cartographie de l'exposition du territoire national au retrait gonflement des sols argileux est disponible sur le site du BRGM,.
Par ailleurs, afin de mieux appréhender le risque d’affaissement de terrain, l'inventaire national des cavités souterraines permet de localiser celles situées sur la commune.
La commune a été reconnue en état de catastrophe naturelle au titre des dommages causés par les inondations et coulées de boue survenues en 1999 et 2009. Concernant les mouvements de terrains, la commune a été reconnue en état de catastrophe naturelle au titre des dommages causés par la sécheresse en 1989, 1991 et 2017 et par des mouvements de terrain en 1999.

## Toponymie
Gondrin étant en Gascogne, la plupart des lieux-dits y sont explicables par le gascon, par exemple Lasdoutz, le Pitourret, Bacara, la Couture, Betbéze, Carreron, L’Hérété, Larriou, Las Cassagnoles, Labartète, Loulié, Mounissot, Sourbès, Toumieu, le Baradé, le Pesqué, les Toupiès, la Hitte, Peyruc, la Carrérasse, la Bourdasse, la Brouquère, le Caillaou, le Coussau…

## Histoire
Gondrin est un village très ancien, transformé en bastide au début du XIVe siècle. Une halle surmontée de la maison commune est attestée par un acte de 1395. Dans la seconde moitié du XVe siècle, le nombre de feux fiscaux s’élève à 100.
Au début du XVIIe siècle, les maisons du bourg, dominées par le château féodal délabré des Pardaillan, seigneurs de Gondrin, avec ses dépendances et sa chapelle (future église paroissiale Saint-Michel) sont encore entourées d'un mur d'enceinte percé de quatre portes aux points cardinaux (dont les principales sont orientées au nord et au sud).
Le village doit son essor à noble dame Paule de Saint-Lary (†1651), fille de Jean de Saint-Lary (†1586), baron de Termes, et sœur de Roger II de Saint-Lary (†1646), 1er duc de Bellegarde (1619), mort sans descendance. Elle épousa le 27 juin 1602 Antoine-Arnaud de Pardaillan (1562-1624), seigneur de Gondrin au bénéfice duquel le roi Louis XIII érigera en marquisat les terres de Montespan (1612) et d'Antin (1615). Paule de Saint-Lary donna neuf fils (trois morts jeune) et quatre filles à son époux qui avait déjà eu deux filles d'un premier lit. Veuve en 1624, elle lui survécut 27 ans. Par son fils Roger-Hector elle est l’aïeule de Louis Henri de Pardaillan de Gondrin (1640-1701), marquis de Montespan, dont la femme, née Françoise de Rochechouart de Mortemart dite Athénaïs, connue comme Madame de Montespan devint en 1668 favorite de Louis XIV.
Dès 1609 Paule de Saint-Landry, qualifiée de grande bâtisseuse entreprit la restauration et l'embellissement du château, puis racheta les lopins de terre situés entre le bourg et le hameau de Peyruc pour concrétiser plusieurs projets comme la création d'un parc orné de pièces d'eau et de bosquets, la plantation d'un potager et d'un verger et l'installation d'une volière. Suivant les dispositions testamentaires consignées — selon Aubert de la Chesnaye des Bois — le 19 décembre 1619 par son mari, mort en 1624 à Saint-Léger et inhumé dans l'église paroissiale de Gondrin, la dame de Gondrin fit également bâtir un couvent initialement destiné, selon le vœu du fondateur, à une communauté de Capucins, mais finalement occupé par des Récollets. Paule de Saint-Lary de Bellegarde mourut le 29 juin 1651 à Toulouse, dans la maison de Monsieur de Théron, rue de la Pomme, paroisse Saint-Étienne. Son corps fut amené à Gondrin le 20 ou 21 juillet et inhumé dans l'église auprès de la sépulture de son mari.
Au XXIe siècle il ne reste rien des fortifications du bourg, hormis quelques éléments très remaniées de la porte nord du bourg. Seuls quelques vestiges subsistent du château, de l'ancienne église et du couvent.

## Politique et administration

### Liste des maires
| Période                                  | Période  | Identité       | Étiquette | Qualité                                        |
| ---------------------------------------- | -------- | -------------- | --------- | ---------------------------------------------- |
| avant 1981                               | ?        | Edouard Mondin | DVG       |                                                |
| mars 2001                                | En cours | Didier Dupront | PS        | Médecin Président de la Communauté de Communes |
| Les données manquantes sont à compléter. |          |                |           |                                                |

## Démographie
L'évolution du nombre d'habitants est connue à travers les recensements de la population effectués dans la commune depuis 1793. Pour les communes de moins de 10 000 habitants, une enquête de recensement portant sur toute la population est réalisée tous les cinq ans, les populations de référence des années intermédiaires étant quant à elles estimées par interpolation ou extrapolation. Pour la commune, le premier recensement exhaustif entrant dans le cadre du nouveau dispositif a été réalisé en 2007.

En 2022, la commune comptait 1 179 habitants, en évolution de +0,17 % par rapport à 2016 (Gers : +1,04 %, France hors Mayotte : +2,11 %).
| 1793  | 1800  | 1806  | 1821  | 1831  | 1841  | 1846  | 1851  | 1856  |
| ----- | ----- | ----- | ----- | ----- | ----- | ----- | ----- | ----- |
| 2 265 | 1 829 | 1 832 | 1 942 | 2 040 | 2 000 | 1 964 | 1 886 | 1 912 |

| 1861  | 1866  | 1872  | 1876  | 1881  | 1886  | 1891  | 1896  | 1901  |
| ----- | ----- | ----- | ----- | ----- | ----- | ----- | ----- | ----- |
| 1 933 | 1 809 | 1 744 | 1 840 | 2 162 | 1 951 | 1 690 | 1 655 | 1 561 |

| 1906  | 1911  | 1921  | 1926  | 1931  | 1936  | 1946  | 1954  | 1962  |
| ----- | ----- | ----- | ----- | ----- | ----- | ----- | ----- | ----- |
| 1 544 | 1 384 | 1 392 | 1 343 | 1 405 | 1 377 | 1 353 | 1 280 | 1 207 |

| 1968  | 1975  | 1982  | 1990  | 1999 | 2006  | 2007  | 2012  | 2017  |
| ----- | ----- | ----- | ----- | ---- | ----- | ----- | ----- | ----- |
| 1 162 | 1 074 | 1 041 | 1 042 | 999  | 1 112 | 1 127 | 1 126 | 1 194 |

| 2022  | - | - | - | - | - | - | - | - |
| ----- | - | - | - | - | - | - | - | - |
| 1 179 | - | - | - | - | - | - | - | - |

## Économie

### Revenus
En 2018  (données Insee publiées en septembre 2021), la commune compte 526 ménages fiscaux, regroupant 1 094 personnes. La médiane du revenu disponible par unité de consommation est de 19 070 € (20 820 € dans le département).

### Emploi
|                | 2008  | 2013  | 2018  |
| -------------- | ----- | ----- | ----- |
| Commune        | 9 %   | 5,9 % | 8,8 % |
| Département    | 6,1 % | 7,5 % | 8,2 % |
| France entière | 8,3 % | 10 %  | 10 %  |

En 2018, la population âgée de 15 à 64 ans s'élève à 693 personnes, parmi lesquelles on compte 76,3 % d'actifs (67,5 % ayant un emploi et 8,8 % de chômeurs) et 23,7 % d'inactifs,. En  2018, le taux de chômage communal (au sens du recensement) des 15-64 ans est supérieur à celui du département, mais inférieur à celui de la France, alors qu'il était supérieur à celui de la France en 2008.
La commune est hors attraction des villes,. Elle compte 368 emplois en 2018, contre 300 en 2013 et 356 en 2008. Le nombre d'actifs ayant un emploi résidant dans la commune est de 480, soit un indicateur de concentration d'emploi de 76,7 % et un taux d'activité parmi les 15 ans ou plus de 52,5 %.
Sur ces 480 actifs de 15 ans ou plus ayant un emploi, 208 travaillent dans la commune, soit 44 % des habitants. Pour se rendre au travail, 78,9 % des habitants utilisent un véhicule personnel ou de fonction à quatre roues, 1,5 % les transports en commun, 8,8 % s'y rendent en deux-roues, à vélo ou à pied et 10,9 % n'ont pas besoin de transport (travail au domicile).

### Activités hors agriculture

#### Secteurs d'activités
116 établissements sont implantés  à Gondrin au 31 décembre 2019. Le tableau ci-dessous en détaille le nombre par secteur d'activité et compare les ratios avec ceux du département,.
| Secteur d'activité                                                                                        | Commune | Commune | Département |
| Secteur d'activité                                                                                        | Nombre  | %       | %           |
| --- | ------- | ------- | ----------- |
| Ensemble                                                                                                  | 116     | 100 %   | (100 %)     |
| Industrie manufacturière, industries extractives et autres                                                | 15      | 12,9 %  | (12,3 %)    |
| Construction                                                                                              | 18      | 15,5 %  | (14,6 %)    |
| Commerce de gros et de détail, transports, hébergement et restauration                                    | 31      | 26,7 %  | (27,7 %)    |
| Information et communication                                                                              | 1       | 0,9 %   | (1,8 %)     |
| Activités financières et d'assurance                                                                      | 5       | 4,3 %   | (3,5 %)     |
| Activités immobilières                                                                                    | 5       | 4,3 %   | (5,2 %)     |
| Activités spécialisées, scientifiques et techniques et activités de services administratifs et de soutien | 19      | 16,4 %  | (14,4 %)    |
| Administration publique, enseignement, santé humaine et action sociale                                    | 8       | 6,9 %   | (12,3 %)    |
| Autres activités de services                                                                              | 14      | 12,1 %  | (8,3 %)     |

Le secteur du commerce de gros et de détail, des transports, de l'hébergement et de la restauration est prépondérant sur la commune puisqu'il représente 26,7 % du nombre total d'établissements de la commune (31 sur les 116 entreprises implantées  à Gondrin), contre 27,7 % au niveau départemental.

#### Entreprises et commerces
Les cinq entreprises ayant leur siège social sur le territoire communal qui génèrent le plus de chiffre d'affaires en 2020 sont : 
- Oenopole De Gascogne, commerce de gros (commerce interentreprises) de boissons (4 149 k€)
- Boue, activités de soutien aux cultures (986 k€)
- L'estampe Europeenne, fabrication d'autres articles en caoutchouc (591 k€)
- Raphael Lombart, boulangerie et boulangerie-pâtisserie (92 k€)
- Realmaison, promotion immobilière de logements (0 k€)

### Agriculture
La commune est dans le Ténarèze, une petite région agricole occupant le centre du département du Gers, faisant transition entre lʼAstarac “pyrénéen”, dont elle est originaire et dont elle prolonge et atténue le modelé, et la Gascogne garonnaise dont elle annonce le paysage. En 2020, l'orientation technico-économique de l'agriculture  sur la commune est la viticulture. 
|               | 1988  | 2000  | 2010  | 2020  |
| ------------- | ----- | ----- | ----- | ----- |
| Exploitations | 84    | 55    | 49    | 40    |
| SAU (ha)      | 2 363 | 2 313 | 2 119 | 1 840 |

Le nombre d'exploitations agricoles en activité et ayant leur siège dans la commune est passé de 84 lors du recensement agricole de 1988  à 55 en 2000 puis à 49 en 2010 et enfin à 40 en 2020, soit une baisse de 52 % en 32 ans. Le même mouvement est observé à l'échelle du département qui a perdu pendant cette période 51 % de ses exploitations,. La surface agricole utilisée sur la commune a également diminué, passant de 2 363 ha en 1988 à 1 840 ha en 2020. Parallèlement la surface agricole utilisée moyenne par exploitation a augmenté, passant de 28 à 46 ha.

## Culture locale et patrimoine

### Lieux et monuments
- L'église Saint-Martin en partie de style roman. L'église est répertorié dans la base Mérimée[37].
- Les ruines du couvent des Ursulines fondé en 1629 par Paule de Bellegarde.
- Des maisons à arcades.
- Sanctuaire Notre-Dame-de-Tonneteau[38] et sa chapelle, nichée au creux d'un vallon à 1 km au nord de Gondrin. C'est un ancien lieu de pèlerinage. À côté, une fontaine aux dévotions nichée dans un cadre rafraichissant.
- Lavoir de Lasdoutz, au sud de Gondrin. Lavoir à impluvium sous un auvent carré doté d'une cheminée.
- Plusieurs lavoirs communaux restaurés.
- Église Saint-Pierre de Polignac datant du XIXe siècle[39].
- Église Saint-André de Castahède[39].

### Personnalités liées à la commune
- Une longue lignée de Pardailhan
- XVIIe siècle
  - Antoine-Arnaud de Pardaillan (1562-1624), seigneur de Gondrin, marquis de Montespan et d'Antin, inhumé dans l'église paroissiale en 1624;
  - Paule de Saint-Lary, dame de Gondrin, inhumée dans l'église paroissiale en 1651
  - César-Auguste de Pardaillan de Gondrin (1611-1667?), marquis de Termes, 4e fils d’Antoine-Arnaud de Pardaillan de Gondrin et de Paule de Saint-Lary, né à Gondrin le 16 décembre 1611
  - Louis Henri de Pardaillan de Gondrin (1620-1674), archevêque de Sens, 7e fils d’Antoine-Arnaud de Pardaillan de Gondrin et de Paule de Saint-Lary, né à Gondrin en 1620
  - Jean-Marie de La Marque de Tilladet (1650-1715), prêtre et homme de lettres français, né à Gondrin en 1650
- XXe siècle
  - André Pic (1910-1958): professeur agrégé d'espagnol et membre de l'Escole Gastoû Febus affiliée au Félibrige. Auteurs de nombreux articles et poèmes parus dans la revue de l'Escole: Lous Reclams de Biarn e Gascougne.
  - Rodolphe Molère (1910-1963) chef de la Résistance à Gondrin de 1942 à 1945 puis Maire de Gondrin de 1945 à 1963. La plaque apposée sur le bâtiment de la Mairie de Gondrin commémore sa mémoire, elle a été inaugurée en 1997 en présence d'une délégation du Bataillon de l'Armagnac, de la municipalité et de ses amis.

### Héraldique
| Blason | Blasonnement : D'argent aux trois fasces ondées d'azur. |